# Zacharias Werner

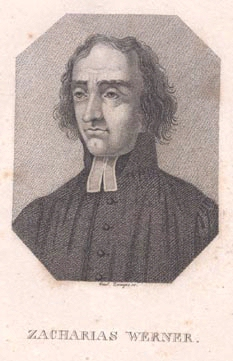
Zacharias Werner, Kupferstich von Gustav Zumpe (Sammlung Julius Wallach)

Friedrich Ludwig Zacharias Werner (* 18. November/19. November 1768 in Königsberg in Preußen; † 17. Januar 1823 in Wien) war ein deutscher Dichter und Dramatiker der Romantik. 1814 wurde er katholischer Priester und Prediger.

## Herkunft
Er entstammt der königsbergischen Gelehrten Familie Werner. Seine Eltern waren der Professor der Beredsamkeit und Geschichte Jacob Friedrich Werner (1732–1782) und dessen Ehefrau Luise Henriette Pietsch (1730–1804), Tochter von Johann Valentin Pietsch (1690–1733). Sein Großvater war der Oberappellationsgerichtssekretär Heinrich Werner († 1737), dieser war mit Gertrud Dorothea Sahme (1706–1793), die einzige Tochter des Professors Christian Sahme (1663–1732).

## Leben

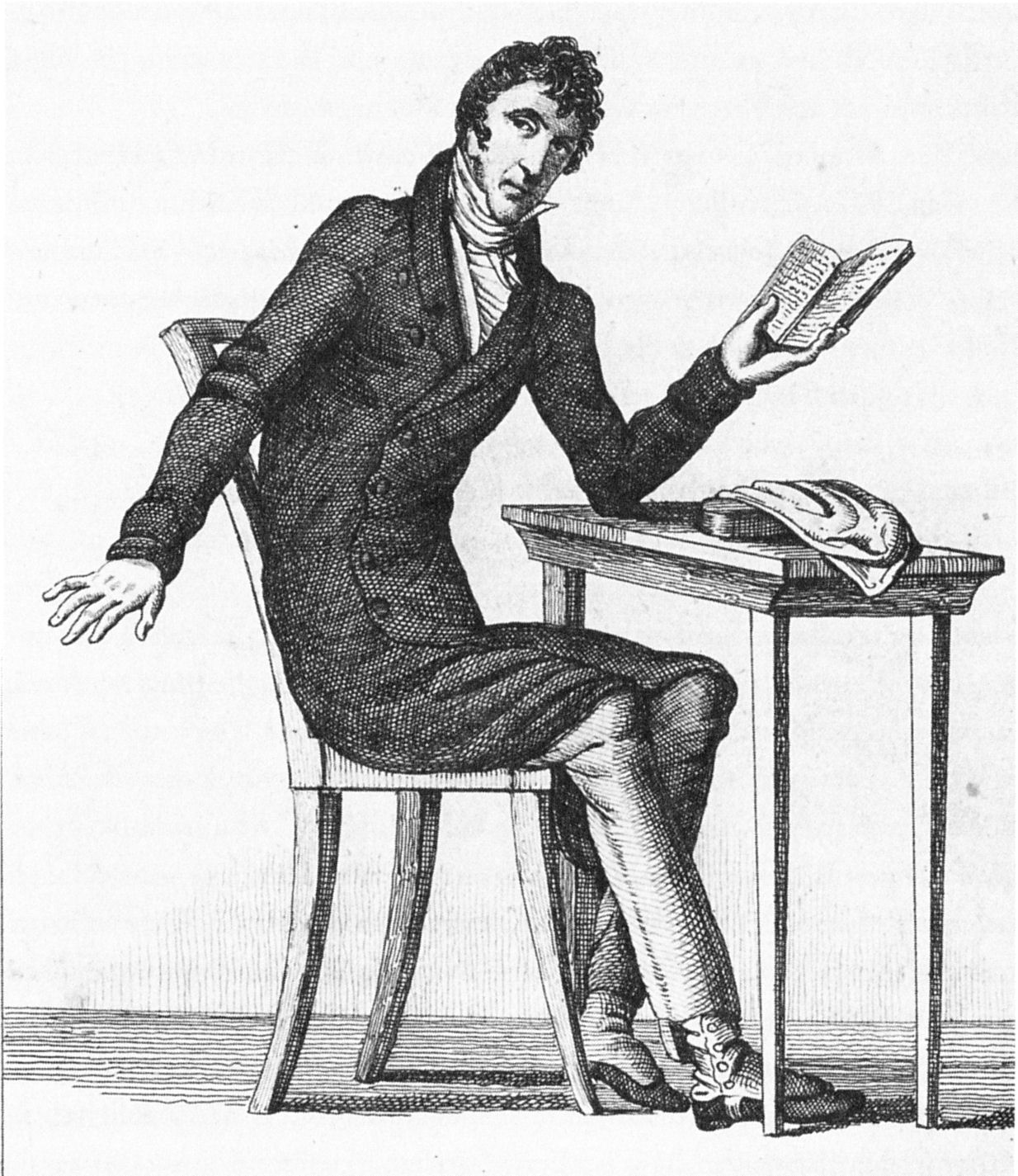
Zacharias Werner, aus seinem Drama Die Söhne des Tals vorlesend, nach einer Zeichnung von E. T. A. Hoffmann

Seit 1784 studierte Werner an der Universität Königsberg die Rechte und Kameralwissenschaften, wobei er nebenbei auch die Kollegien Immanuel Kants besuchte. 1793 wurde er Kammersekretär in Südpreußen und später an verschiedene Orte in den neuen polnischen Provinzen, zuletzt Warschau, versetzt. Während seines Aufenthalts dort, wo er unter anderem mit E. T. A. Hoffmann verkehrte, schloss Werner drei Ehen, von denen sich die ersten zwei rasch lösten. In Warschau lernte er auch seinen späteren Biographen Julius Eduard Hitzig kennen und trat in eine Freimaurerloge ein, von deren Mystik er sich mehr als von ihren aufklärerischen Tendenzen angezogen fühlte. Zu jener Zeit entstand auch sein erstes Drama Die Söhne des Thals (1803–1804), das sich mit der Auflösung des Templerordens beschäftigt.

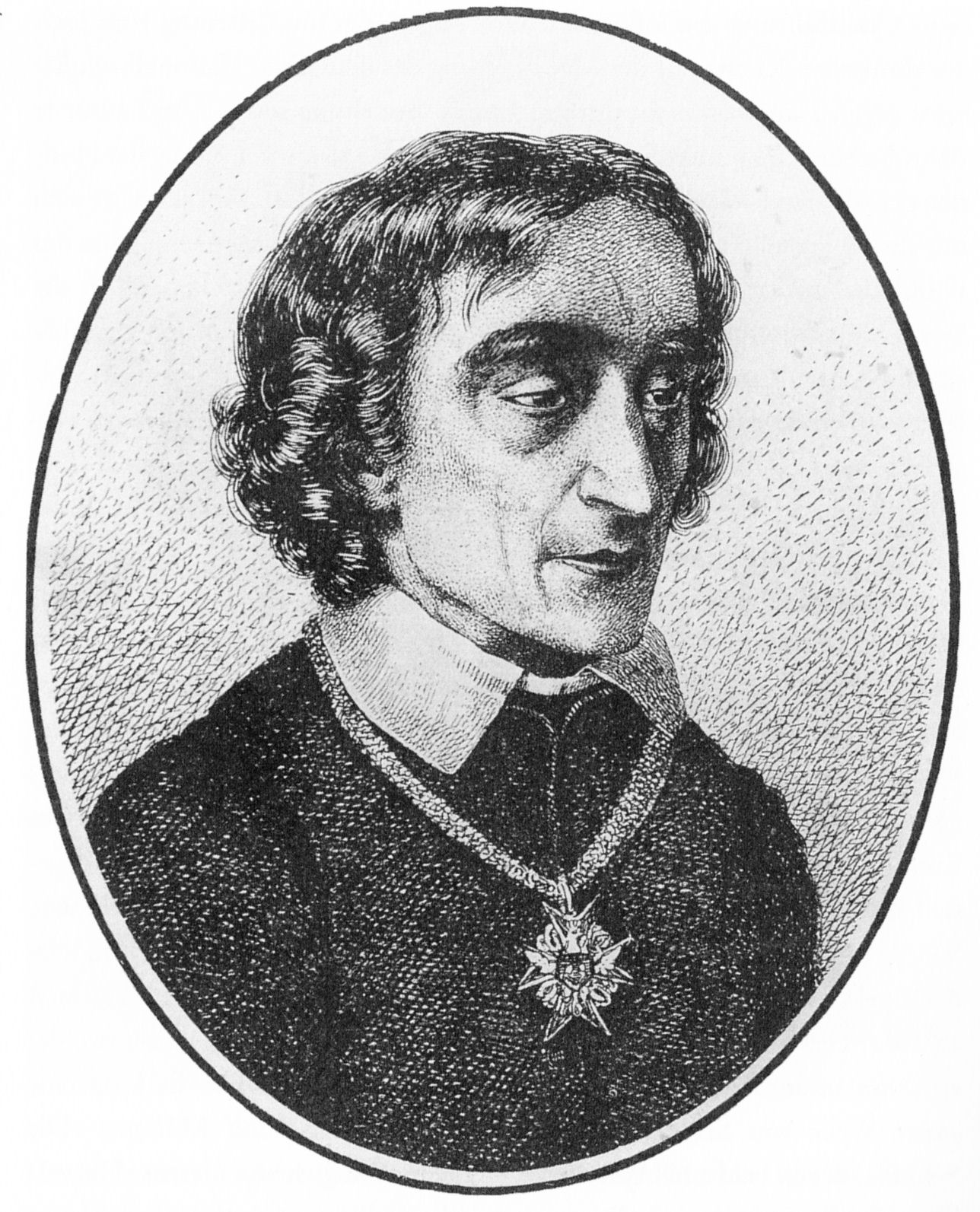
Zacharias Werner als Freimaurer, Radierung von Johann Ender

Nachdem er mit seiner dritten Frau, der jungen Polin Malgorzata Mankwiatowska, zurück nach Königsberg gereist war, um seine an Geisteskrankheit leidende Mutter zu pflegen, ging Werner nach Berlin, wo ihm sein Gönner, der Minister Friedrich Leopold von Schrötter, eine Stelle verschafft hatte, auf der er ganz seiner dichterischen Muse nachgehen konnte. Am Berliner Nationaltheater hatte am 11. Juni 1806 das Schauspiel Martin Luther oder die Weihe der Kraft unter dem Titel Die Weihe der Kraft. Ein Ritterschauspiel erfolgreich Premiere. Bis 1814 wurde das Stück 26 Mal aufgeführt. August Wilhelm Iffland spielte die Rolle des Martin Luther und trat anfangs auch als Förderer Werners auf. Auf Lesereisen machte er Die Weihe der Kraft bekannt. Dagegen erlebten Die Söhne des Thals, die in Berlin am 10. März 1807 zum ersten Mal aufgeführt wurden, nur fünf Vorstellungen.
Nach der Auflösung auch seiner dritten Ehe bereiste Werner im Sommer 1807 den Rhein und begab sich dann nach Weimar, wo er während eines Winteraufenthaltes viel mit Goethe verkehrte, welcher seine Tragödie Wanda am 30. Januar 1808 uraufführen ließ. Bereits im nächsten Sommer reiste er in die Schweiz, wo er Madame de Staël begegnete und für einige Zeit ihr Gast im Schloss Coppet blieb. Nachdem Werner in Weimar die kleine Schicksalstragödie Der vierundzwanzigste Februar hatte aufführen lassen, reiste er nach Rom, wo er bis zum Juli 1813 verweilte und am 19. April 1811 zum Katholizismus konvertierte.
1814 wurde Werner in Aschaffenburg zum Priester geweiht, um dann dauerhaften Aufenthalt in Wien zu nehmen. Während des Wiener Kongresses und später predigte er dort häufig, ohne irgendwo fest angestellt zu sein, und seine wunderliche Gestalt zog eine große Zahl Zuhörer an. Großen Einfluss auf ihn hatte der später heiliggesprochene Redemptorist Klemens Maria Hofbauer. Von 1816 an lebte er ein Jahr in Podolien beim Grafen Chołoniewski und wurde zum Ehrendomherren des Kathedralkapitels in Kamieniec. Seit 1819 lebte Werner wieder in Wien.
Ab 1821 kränkelnd, setzte er dennoch seine öffentlichen Vorträge eifrig fort. Den Vorsatz, in den Redemptoristenorden einzutreten, gab er spontan wieder auf. Am 17. Januar 1823 starb Zacharias Werner. Er wurde, seinem Wunsche gemäß, auf dem „Romantikerfriedhof“ in Maria Enzersdorf beigesetzt. Sein Nachlass im Wiener Kloster der Redemptoristen bei Maria am Gestade ging bei der Verwüstung des Klosters während der Revolution von 1848 verloren.
Friedrich Ludwig Zacharias Werner war der einzige Dramatiker der romantischen Schule, der Bühnenerfolge errang. Kein anderer bildete so sehr die mystischen Elemente und die Schicksalsidee aus wie er. Immer mehr steigerte er sich in eine düstere Phantastik und Dramatik und fand letztlich seinen einzigen Halt in der „ungebrochenen Macht und Herrlichkeit“ der katholischen Kirche.

## Zitat
„Alles, was Freund und Feind des Romantischen sich darunter vorstellen, schien sich in ihm zu vereinigen: christliche Frömmigkeit bis zum Märtyrertod, heidnische Mythen und Riten, Liebe als Sexualität, Schwärmerei und Caritas, Geheimgesellschaften sowie nicht-klassische Formkunst. Diejenigen aber, die sich gar nichts unter dem Romantischen vorstellen konnten, bekamen von ihm Leichtverständliches und zugleich scheinbar Anspruchsvolles zu diesem Thema geliefert, was das gute Gefühl verschaffte, an Neuem und Originellem teilzuhaben, ohne dessen Herausforderung annehmen zu müssen, zugleich aber den Vorwurf der Lust am Trivialen von sich weisen zu können.“

## Werke
- Vermischte Gedichte. 1789.
- Die Söhne des Thals. 1803–1804.

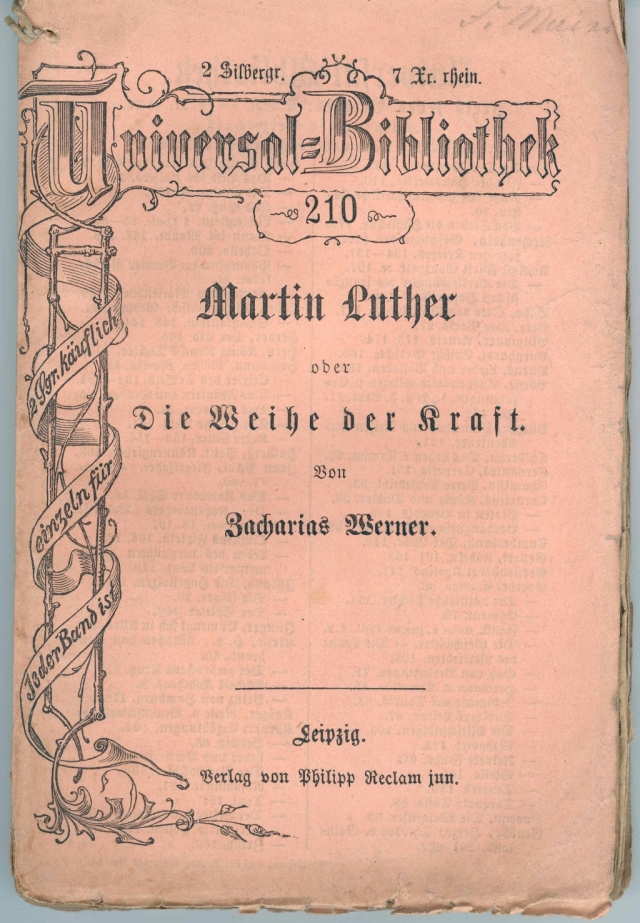
Martin Luther oder Die Weihe der Kraft, Reclam-Heft, 1870

- Die Templer auf Cypern. Sander, Berlin 1803. (Digitalisat)
- Die Kreuzesbrüder. 1804.
- Das Kreuz an der Ostsee. 1806.
- Die Brautnacht. 1806.
- Martin Luther oder die Weihe der Kraft. 1806.
- Der vierundzwanzigste Februar. 1808.
- Attila, König der Hunnen. romantische Tragödie, 1808 (literarische Vorlage für Verdis Oper Attila).
- Wanda, Königin der Sarmaten. 1810.
- Die Weihe der Unkraft. 1813.
- Kunigunde die Heilige. 1815.
- Geistliche Übungen für drei Tage. 1818.
- Die Mutter der Makkabäer. 1820.

### Wissenschaftliche und biografische Literatur
- Ulrich Beuth: Romantisches Schauspiel. Untersuchungen zum dramatischen Werk Zacharias Werners. Dissertation, München 1979.
- Herbert Breyer: Das Prinzip von Form und Sinn im Drama Zacharias Werners (= Sprache und Kultur der germanisch-romanischen Völker; Reihe B, Germanistische Reihe; 4). Priebatsch, Breslau 1933.
- Günter de Bruyn: Sünder und Heiliger. Das ungewöhnliche Leben des Dichters Zacharias Werner. S. Fischer, Frankfurt am Main [2016], ISBN 978-3-10-397208-5.
- Willy Ekhard: Die Technik in Zacharias Werners „Söhnen des Thals“. Ebering, Berlin 1917.
- Paul Hankamer: Zacharias Werner. Ein Beitrag zur Darstellg des Problems der Persönlichkeit in der Romantik. Cohen, Bonn 1920.
- Anett Kollmann: Gepanzerte Empfindsamkeit. Helden in Frauengestalt um 1800 (Probleme der Dichtung; 34). Winter, Heidelberg 2004, ISBN 3-8253-1539-8.
- Gerard Kozielek: Das dramatische Werk Zacharias Werners  (= Prace Wrocławskiego Towarzystwa Naukowego; A, 120). Zakład Narodowy im. Ossolińskich, Wrocław 1967.
- Yixu Lü: Frauenherrschaft im Drama des frühen 19. Jahrhunderts. Iudicium-Verlag, München 1993, ISBN 3-89129-225-2.
- Dietmar Pravida: Werner, Friedrich Zacharias. In: Neue Deutsche Biographie (NDB). Band 27, Duncker & Humblot, Berlin 2020, ISBN 978-3-428-11208-1, S. 839–841 (Digitalisat).
- Ernst Müller: Poetik romantischer Konversion. Der Fall Zacharias Werner und seine literarische Fortschreibung, in: Figuren der Konversion. Friedrich Schlegels Übertritt zum Katholizismus im Kontext, hg. v. Winfried Eckel und Nikolais Wegmann (= Schlegel-Studien, Bd. 5). Ferdinand Schöningh, Paderborn, München u. a. 2014, S. 263–285.
- Rudolf Palgen: Ueber Zacharias Werners „Söhne des Tals“. Ein Beitrag zur Geschichte der Romantik (= Beiträge zur deutschen Literaturwissenschaft; 21). Nachdruck der Ausgabe Elwert, Marburg 1917. Johnson, New York u. a. 1968.
- Theo Pehl: Zacharias Werner und der Pietismus. Studien zur religiösen Lebensform des frühen Zacharias Werner. Limburger Vereinsdruckerei, Limburg an der Lahn 1933.
- Klaus-Dieter Regenbrecht: Romantische Liebe – So reich an Freud ihr Schatten, Koblenz 2023, ISBN 978-3-925805-57-8
- Klaus-Dieter Regenbrecht: Zacharias Werner: Von Gier zur Reu, Roman-Biografie mit Werkauswahl, Koblenz 2024, ISBN 978-3-925805-87-5
- Franz Stuckert: Das Drama Zacharias Werners. Entwicklung und literargeschichtliche Stellung. Diesterweg, Frankfurt am Main 1926.
- Emil Sulger-Gebing: Werner, Zacharias. In: Allgemeine Deutsche Biographie (ADB). Band 42, Duncker & Humblot, Leipzig 1897, S. 66–74.
- Emil Wismer: Der Einfluss des deutschen Romantikers Zacharias Werner in Frankreich. Die Beziehungen des Dichters zu Madame de Staël (= Europäische Hochschulschriften; 1,9). Unveränderter Nachdruck der Ausgabe Weiss, Affoltern a. A. 1928. Lang, Bern 1968.
- Otto Weiß: Werner, Friedrich Ludwig Zacharias. In: Biographisch-Bibliographisches Kirchenlexikon (BBKL). Band 13, Bautz, Herzberg 1998, ISBN 3-88309-072-7, Sp. 850–864 (Artikel/Artikelanfang im Internet-Archive).
- Zacharias Werner. Der Herr und der Cyniker. Ausgesuchte Gedichte. Mit einer Zeichnung von E. T. A. Hoffmann und einem biographischen Abriß. Hannover, Revonnah Verlag. ISBN 3-927715-56-5.
- Constantin von Wurzbach: Werner, Zacharias. In: Biographisches Lexikon des Kaiserthums Oesterreich. 55. Theil. Kaiserlich-königliche Hof- und Staatsdruckerei, Wien 1887, S. 72–96 (Digitalisat).
- Zacharias Werner, in: Neuer Nekrolog der Deutschen. 1. Jahrgang, 1. Heft. Ilmenau 1824. S. 56 f.

### Belletristik
- J. J. Krieg: Zacharias Werner. Episches Gedicht. Fulda 1897 (Verlag: G. Nehrkorn).
- Ferdinand Hardekopf: Zacharias Werner, in didaktischen Stanzen (Gedicht). In: Neue Schweizer Rundschau, 19. Jg., Heft 11, Zürich 1926. (online)

## Familie
Werner heiratete 1792 in Warschau in erster Ehe die Prostituierte Friederike Charlotte Caroline Schultz, die Ehe wurde 1794 wieder geschieden. Danach heiratete er 1799 in Königsberg Karoline Friederike Luise Jorzig, die Ehe wurde 1801 in Warschau geschieden. Noch 1801 heiratete er in Warschau Małgorzata Marchwiatowska (1783–1863), diese Ehe wurde 1806 in Berlin geschieden. Alle Ehen waren kinderlos.